# Jinhao
Jinhao (Cinese semplificato: 金豪, Cinese tradizionale: 金豪) è la holding principale di Shanghai Qiangu Stationery Co Ltd (Cinese semplificato: 上海千古文具有限公司), un'azienda cinese specializzata nella produzione di strumenti da scrittura. In Occidente sono conosciuti per le loro penne stilografiche economiche.

## Storia
L'azienda è stata fondata nel 1988 nella Provincia di Jiangxi, ma si è trasferita a Shanghai nel 2003. Ha due fabbriche e impiega circa 300 lavoratori. Ha guadagnato popolarità di mercato offrendo penne stilografiche economiche. I prodotti dell'azienda sono venduti a livello internazionale attraverso vari canali al dettaglio, incluso il mercato online.
Il nome 金豪 (Jinhao) è composto da due caratteri sia in cinese tradizionale che semplificato:
金 (Jīn) significa oro o metallico 

豪 (Háo) significa grande o eroico
Unendo i due termini si possono avere diverse interpretazioni, come Grandezza dorata, Eroismo metallico, Eroe dorato e Grandezza metallica. Il nome è probabilmente inteso ad evocare un senso di lusso, qualità e grandiosità.

## Prodotti

### Design
Jinhao offre una varietà di design di penne, che vanno da modelli che imitano lo stile di marchi più costosi a design proprietari. I materiali utilizzati nella costruzione delle penne Jinhao variano, ma sono generalmente a base di metallo o resina.

### Pennini
La maggior parte delle penne Jinhao sono dotate di pennini in acciaio inossidabile, disponibili in una varietà di dimensioni da extra-fine a largo. Alcuni modelli ne offrono anche di specializzati, come stub o fude, che sono utilizzati per la calligrafia e la scrittura artistica.

### Meccanismi di inchiostro
Le penne Jinhao utilizzano tipicamente meccanismi di inchiostro a cartuccia/convertitore, sebbene alcuni modelli siano disponibili con stantuffo o contagocce.

## Accoglienza sul mercato
Le penne Jinhao sono generalmente ben ricevute dal mercato per la loro economicità e varietà. Tuttavia, sono state notate anche per un controllo qualità incostante, in particolare in termini di prestazioni del pennino e flusso d'inchiostro. Nonostante ciò, il marchio rimane apprezzato sia tra i principianti che tra gli utenti intermedi di penne stilografiche in cerca di opzioni economiche.
In Europa, è necessario passare attraverso piattaforme di commercio online (come AliExpress, Amazon, Banggood o Taobao) per importare questi prodotti, poiché non ci sono rivenditori «tradizionali» che li importino, come la grande distribuzione (GDO/GSS), cartolerie o gioiellerie.